# Maggy Barrère
María Ángeles Barrère Unzueta (San Sebastián, Guipúzcoa, 1957), más conocida como Maggy Barrère, es una jurista, filósofa y catedrática de universidad española.
Es catedrática de filosofía del derecho en la Universidad del País Vasco, experta en Derecho Antidiscriminatorio. También es la directora de la Clínica Jurídica por la Justicia Social de la Universidad del País Vasco.

## Trayectoria
Licenciada en Derecho por la Universidad del País Vasco (1979). Doctora en Derecho por la Universidad del País Vasco, con la Tesis titulada Reglas y normas en la filosofía jurídica italiana de inspiración analítica (La Escuela de Bobbio), dirigida por el Dr. Enrico Pattaro (Universidad de Bolonia) y defendida el 19 de septiembre de 1988. Calificada con Apto cum laude por unanimidad, recibió al año siguiente el Premio Extraordinario de Doctorado de la Facultad de Derecho de San Sebastián. Es catedrática en Filosofía del Derecho en el Departamento de Derecho Administrativo, Constitucional y Filosofía del Derecho de la Facultad de Derecho de la Universidad del País Vasco.
Codirectora del Título Propio “Master en Igualdad de Mujeres y Hombres” de la Universidad del País Vasco/Euskal Herriko Unibertsitatea desde el Curso 2001/2002 hasta el curso 2014/15 (ambos inclusive). Directora de la Clínica Jurídica por la Justicia Social de la UPV/EHU desde julio de 2016. Forma parte del Consejo Editor (responsable de la edición en español) de la Revista Oñati Socio-Legal Series desde noviembre de 2015. Integrante del Consejo Asesor de la Revista Anales de la Cátedra Francisco Suárez desde junio de 2017.
Integrante del Consejo Asesor de Aequalitas, Revista Jurídica de Igualdad de Oportunidades entre Mujeres y Hombres, desde 1999. Integrante del Consejo Asesor de la Revista Vasca de Administración Pública, desde mayo de 2011. Integrante del Consejo Rector del Instituto Internacional de Sociología Jurídica de Oñate desde 1999 hasta 2005. Miembro de la Junta Asesora Internacional de la Revista de Ciencias Sociales (Universidad de Puerto Rico) desde 2006.
A nivel teórico su área de investigación ha combinado la filosofía del lenguaje jurídico con el Derecho antidiscriminatorio y el pensamiento crítico (en particular feminista) sobre el Derecho. Sus publicaciones en materia de Derecho antidiscriminatorio la han convertido en un referente en esta área, debido a sus aportaciones contra-hegemónicas al modelo de antidiscriminación establecido en la construcción de Derecho actual. Ha participado en la elaboración de planes de igualdad y proyectos de ordenanzas municipales para la igualdad de mujeres y hombres en el País Vasco.

## Obras

### Libros
- La Escuela de Bobbio. Reglas y normas en la filosofía jurídica italiana de inspiración analítica. Prólogo de Enrico Pattaro.  Ed. Tecnos. Madrid, 1990. 274 págs. ISBN 84-309-1817-5.[9]
- Discriminación, Derecho antidiscriminatorio y acción positiva en favor de las mujeres. Ed. Civitas. Madrid, 1997. 123 págs. ISBN 84-470-0965-3.[6]
- (Con A. Campos, Fco. J. Ezquiaga y J. Igartua) Lecciones de Teoría del Derecho.  Ed. Tirant lo blanch. Valencia, 1998. 294 págs. ISBN 84-8002-657- X.[10]
- (Coord. con A. Campos) Igualdad de oportunidades e igualdad de género: una relación a debate, Dykinson, Madrid 2005, 233 págs. ISBN 84-9772-568-9.[11]
- El Derecho antidiscriminatorio y sus límites. Especial referencia a la perspectiva iusfeminista. Ed. Grijley. Lima, 2014. 291 págs. ISBN 978-9972-04-455-7.[12]

### Artículos en revistas científicas
Algunas de sus publicaciones:
- “Martha A. Fineman y la igualdad jurídica: ¿Vulnerabilidad vs. Subordiscriminación?”, Cuadernos Electrónicos de Filosofía del Derecho, nº 34, 2016, págs. 17-34. ISSN-e: 1138-9877.
- (con Dolores Morondo) “Introducing intersectionality into antidiscrimination law and equality policies in Spain. Competing frameworks and differentiated prospects”, Sociologia del Diritto, 2016, 2, pp. 169-190.
- “La igualdad de género desde el activismo de las profesiones jurídicas” Revista Vasca de Administración Pública, n º 99/100, vol. I, 2014, págs. 513-529. ISSN 0211-9560.
- (con Dolores Morondo) “Subordiscriminación y discriminación interseccional: Elementos para una teoría del Derecho antidiscriminatorio” Anales de la Cátedra Francisco Suárez, n º 45, 2011, págs. 15-42. ISSN 0008-7750.

## Premios y reconocimientos
- 1989 Premio Extraordinario de Doctorado de la Facultad de Derecho de San Sebastián.[1]